# 穆瓦兰
穆瓦兰（法語：Moislains，法語發音：[mwalɛ̃]）是法国上法蘭西大區索姆省的一个市镇，属于佩罗讷区。

## 地理
穆瓦兰（49°59'23"N, 2°57'50"E）面积20.62 平方千米，位于法国上法蘭西大區索姆省，该省份为法国北部沿海省份，北起加来海峡省和北部省，西接滨海塞纳省和大西洋英吉利海峡，南至瓦兹省，东临埃纳省。
与穆瓦兰接壤的市镇（或旧市镇、城区）包括：上艾兹库尔、阿莱讷、布沙韦讷-卑尔根、埃特里库尔-马南库尔、梅尼勒昂纳鲁艾斯、尼尔吕、唐普勒拉福斯。

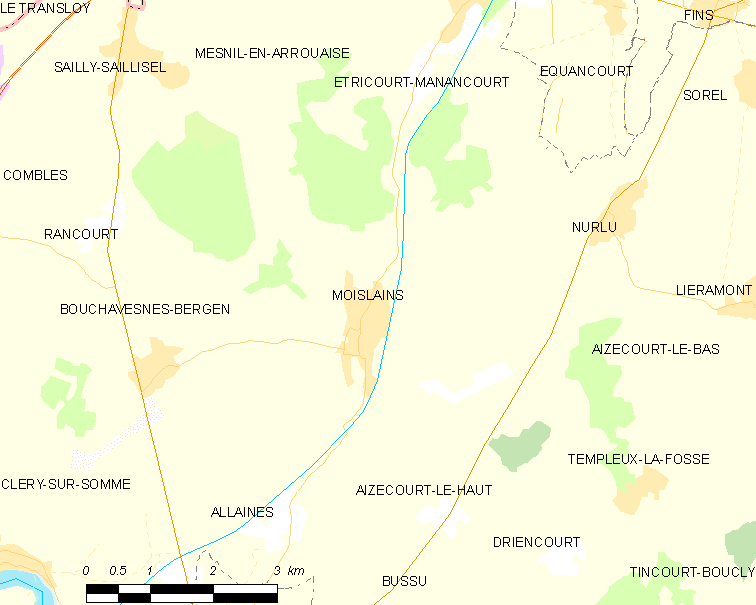
穆瓦兰的OSM定位图

穆瓦兰的时区为UTC+01:00、UTC+02:00（夏令时）。

## 行政
穆瓦兰的邮政编码为80200，INSEE市镇编码为80552。

## 政治
穆瓦兰所属的省级选区为佩罗讷县。

## 人口

1962-2008年间穆瓦兰人口变化图示

穆瓦兰于2022年1月1日时的人口数量为1118人。